# نانداموري بالاكريشنا
نانداموري بالاكريشنا هو سياسي وممثل هندي، ولد في 10 يونيو 1960 بتشيناي في الهند. من الجوائز التي نالها جوائز ناندي ‏.

## جوائز
- جوائز ناندي [الإنجليزية]‏

## وصلات خارجية
- نانداموري بالاكريشنا على موقع IMDb (الإنجليزية)
- نانداموري بالاكريشنا على موقع ميوزك برينز (الإنجليزية)
- نانداموري بالاكريشنا على موقع قاعدة بيانات الفيلم (الإنجليزية)